# Micropanope manteri
Micropanope manteri is een krabbensoort uit de familie van de Xanthidae. De wetenschappelijke naam van de soort is voor het eerst geldig gepubliceerd in 1986 door Garth.